# Castanopsis jiangfenglingensis
Castanopsis jiangfenglingensis là một loài thực vật có hoa trong họ Fagaceae. Loài này được M.S. Duan mô tả khoa học đầu tiên năm 1963.